# Nicolás Zedán
Nicolás Alberto Zedán Abu-Ghosh (Santiago del Cile, 7 giugno 2000) è un calciatore cileno naturalizzato palestinese, attaccante dell'Al-Malaab Al-Libby.

## Carriera

### Club
Cresciuto nel settore giovanile del Palestino, ha esordito in prima squadra il 12 maggio 2018, disputando l'incontro di campionato pareggiato per 1-1 contro l'Huachipato. Chiude le prime due stagioni con solamente due presenze in campionato. In vista della stagione 2020, viene prestato al San Luis de Quillota, in seconda divisione. Rientrato dal prestito, riesce a giocare con maggior regolarità, totalizzando, al termine della stagione, 14 presenze e due tra campionato, coppa nazionale e Coppa Sudamericana. Nel 2022 viene ceduto a titolo definitivo al Deportes Recoleta, formazione della seconda divisione cilena.

### Nazionale
Nel giugno 2022, grazie alle origini della sua famiglia, viene convocato dalla nazionale palestinese per gli incontri validi per le qualificazioni alla Coppa d'Asia 2023 contro Mongolia, Yemen e Filippine. Debutta in nazionale l'11 giugno successivo, nell'incontro vinto per 0-5 contro lo Yemen.

## Statistiche

### Presenze e reti nei club
Statistiche aggiornate al 16 giugno 2022.
| Stagione        | Squadra              | Campionato      | Campionato | Campionato | Coppe nazionali | Coppe nazionali | Coppe nazionali | Coppe continentali | Coppe continentali | Coppe continentali | Altre coppe | Altre coppe | Altre coppe | Totale | Totale |
| Stagione        | Squadra              | Comp            | Pres       | Reti       | Comp            | Pres            | Reti            | Comp               | Pres               | Reti               | Comp        | Pres        | Reti        | Pres   | Reti   |
| --------------- | -------------------- | --------------- | ---------- | ---------- | --------------- | --------------- | --------------- | ------------------ | ------------------ | ------------------ | ----------- | ----------- | ----------- | ------ | ------ |
| 2018            | Palestino            | PD              | 1          | 0          | CC              | 0               | 0               |                    | -                  | -                  |             | -           | -           | 1      | 0      |
| 2019            | Palestino            | PD              | 1          | 0          | CC              | 0               | 0               |                    | -                  | -                  | SC          | 0           | 0           | 1      | 0      |
| 2020            | San Luis de Quillota | 1B              | 14         | 1          | CC              | 0               | 0               |                    | -                  | -                  |             | -           | -           | 14     | 1      |
| 2021            | Palestino            | PD              | 8          | 0          | CC              | 4               | 2               | CS                 | 2                  | 0                  |             | -           | -           | 14     | 2      |
| 2022            | Dep. Recoleta        | 1B              | 4          | 0          | CC              | 1               | 0               |                    | -                  | -                  |             | -           | -           | 5      | 0      |
| Totale carriera | Totale carriera      | Totale carriera | 28         | 1          |                 | 5               | 2               |                    | 2                  | 0                  |             | 0           | 0           | 35     | 3      |

### Cronologia presenze e reti in nazionale
| Cronologia completa delle presenze e delle reti in nazionale ― Palestina | Cronologia completa delle presenze e delle reti in nazionale ― Palestina | Cronologia completa delle presenze e delle reti in nazionale ― Palestina | Cronologia completa delle presenze e delle reti in nazionale ― Palestina | Cronologia completa delle presenze e delle reti in nazionale ― Palestina | Cronologia completa delle presenze e delle reti in nazionale ― Palestina | Cronologia completa delle presenze e delle reti in nazionale ― Palestina | Cronologia completa delle presenze e delle reti in nazionale ― Palestina |
| Data                                                                     | Città                                                                    | In casa                                                                  | Risultato                                                                | Ospiti                                                                   | Competizione                                                             | Reti                                                                     | Note                                                                     |
| ------------------------------------------------------------------------ | ------------------------------------------------------------------------ | ------------------------------------------------------------------------ | ------------------------------------------------------------------------ | ------------------------------------------------------------------------ | ------------------------------------------------------------------------ | ------------------------------------------------------------------------ | ------------------------------------------------------------------------ |
| 11-6-2022                                                                | Ulan Bator                                                               | Yemen                                                                    | 0 – 5                                                                    | Palestina                                                                | Qual. Coppa d'Asia 2023                                                  | -                                                                        | 67’                                                                      |
| 14-6-2022                                                                | Ulan Bator                                                               | Palestina                                                                | 4 – 0                                                                    | Filippine                                                                | Qual. Coppa d'Asia 2023                                                  | -                                                                        | 84’                                                                      |
| Totale                                                                   |                                                                          | Presenze                                                                 | 2                                                                        |                                                                          | Reti                                                                     | 0                                                                        |                                                                          |